# Luis Ramoneda Molins
Luis Ramoneda Molins (Cervera, Provincia de Lérida, España; 1954) es un escritor español

## Biografía
Desde 1984, ejerce la crítica de libros en «Aceprensa»; y más recientemente también en «El Parnaso de las Artes».  Ha colaborado o colabora en diversas revistas literarias («Cristal», de Zaragoza; «La Carreta», «La Caja» y «Perkeo», de Madrid; «Pretextos», de Oviedo; «Númenor», de Sevilla). Desde julio de 2008 hasta julio de 2009, colaboró semanalmente en el diario La Gaceta de los Negocios. Ha sido finalista del III Certamen de Novela Corta Zayas. Es miembro de la Asociación Española de Críticos Literarios y de la Asociación Colegial de Escritores Españoles. Periódicamente imparte clases de redacción a estudiantes universitarios; además, edita cada mes la hoja «Boletín de Ayuda al Redactor». 

## Obras

### Poesía
- «Vientos que jamás ha roto nadie» (Montevideo, 1984)
- «Tiempo de elegías» (Betania. Madrid, 1995)
- «Rosal en la niebla» (Los Ritmos del Siglo XXI. Madrid, 2006)

### Literatura infantil y juvenil
- «Las aventuras del comisario Cattus» (Casals. Madrid, 2001, 2ª ed., 2002; 3ª ed., 2006)
- «Carolina en el País de las Estaciones» (Editex. Madrid, 2002; 2ª ed., 2009)
- «Nuevas aventuras del comisario Cattus» (Casals. Madrid, 2002)
- «El comisario Cattus y la guerra en las tierras altas» (Palabra. Madrid, 2009)

### Narrativa
- «El Siglo de Rembrandt y otras historias» (Sekotia. Madrid, 2003)
- Un relato en la obra colectiva «Todo o nada» (Akrón, 2008)
- «Los crímenes del esteta y otros relatos» (BibliotecaOnline, Madrid, 2012)
- «A orillas del Duero (diario de un idealista, 1970)». Los Ritmos del Siglo XXI (Madrid (2015)
- «Los crímenes del esteta y otros relatos» (edición en papel: Los Ritmos del Siglo XXI. Madrid, 2016)
- «Otoño en la Herrería y otros cuentos». Letragrande (Madrid, 2019)
- «El Bandolero de la Recondita». Rialp (Madrid, 2023)

### Otros
- «Manual de Redacción» (Rialp. Madrid, 2011, 3.ª ed. 2019)

### Traducciones

#### Del catalán al castellano
- El rem de trenta-quatre de Joaquim Ruyra (El remo de treinta y cuatro. Rialp. Madrid, 2013)
- La punyalada (La puñalada) de Marià Vayreda (pendiente de la decisión del editor)

## Distinciones
- Ganador (Cuentos de Navidad, La Gaceta de los Negocios, 2005)
- Finalista (III Certamen de Novela Corta Zayas)

- Datos: Q65159592